# Tetragonia microcarpa
Tetragonia microcarpa är en isörtsväxtart som beskrevs av Rodolfo Amando Philippi. Tetragonia microcarpa ingår i släktet tetragonior, och familjen isörtsväxter. Inga underarter finns listade i Catalogue of Life.